# Rock
Rock (ou roque) é um termo abrangente que define um gênero musical de música popular que se desenvolveu durante e após a década de 1950. Suas raízes se encontram no rock and roll e no rockabilly que emergiram e se definiram nos Estados Unidos no final dos anos quarenta e início dos cinquenta e que, por sua vez, evoluíram do blues, da música country e do rhythm and blues. Outras influências musicais sobre o rock ainda incluem o folk, o jazz e a música clássica. Todas estas influências foram combinadas em uma estrutura musical simples baseada no blues que era "rápida, dançável e pegajosa".
No final da década de 1960 e início dos anos setenta, o rock desenvolveu diferentes subgêneros. Quando foi misturado com a folk music ou com o blues ou com o jazz, nasceram o folk rock, o blues-rock e o jazz-rock, respectivamente. Na década de 1970, o rock incorporou influências de gêneros como a soul music, o funk e de diversos ritmos de países latino-americanos. Ainda naquela década, o rock gerou uma série de outros subgêneros, tais como o soft rock, o glam rock, o heavy metal, o hard rock, o rock progressivo e o punk rock. Já nos anos oitenta, os subgêneros que surgiram foram a new wave, o punk hardcore e rock alternativo. E, na década de 1990, os subgêneros criados foram o grunge, o britpop, o indie rock e o nu metal.
O som do rock, muitas vezes, gira em torno da guitarra elétrica ou do violão e utiliza um forte backbeat (contratempo) estabelecido pelo ritmo do baixo elétrico, da bateria, do teclado, e outros instrumentos como órgão, piano, ou, desde a década de 1970, sintetizadores digitais. Junto com a guitarra ou teclado, o saxofone e a gaita, são por vezes utilizados como instrumentos solo. Em sua "forma pura", o rock "tem três acordes, um forte e insistente contratempo e uma melodia cativante".
A maioria dos grupos de rock é constituída por um vocalista, um guitarrista, um baixista e um baterista, formando um quarteto. Alguns grupos omitem uma ou mais destas funções e/ou utilizam um vocalista que toca um instrumento enquanto canta, às vezes formando um trio ou duo; outros ainda adicionam outros músicos, como um ou dois guitarristas e/ou tecladista. Mais raramente, os grupos também utilizam saxofonistas ou trompetistas e até instrumentos como violinos com cordas ou violoncelos.

## Estilos dorock

### Início dos 1950 até 1960

#### Rock and roll

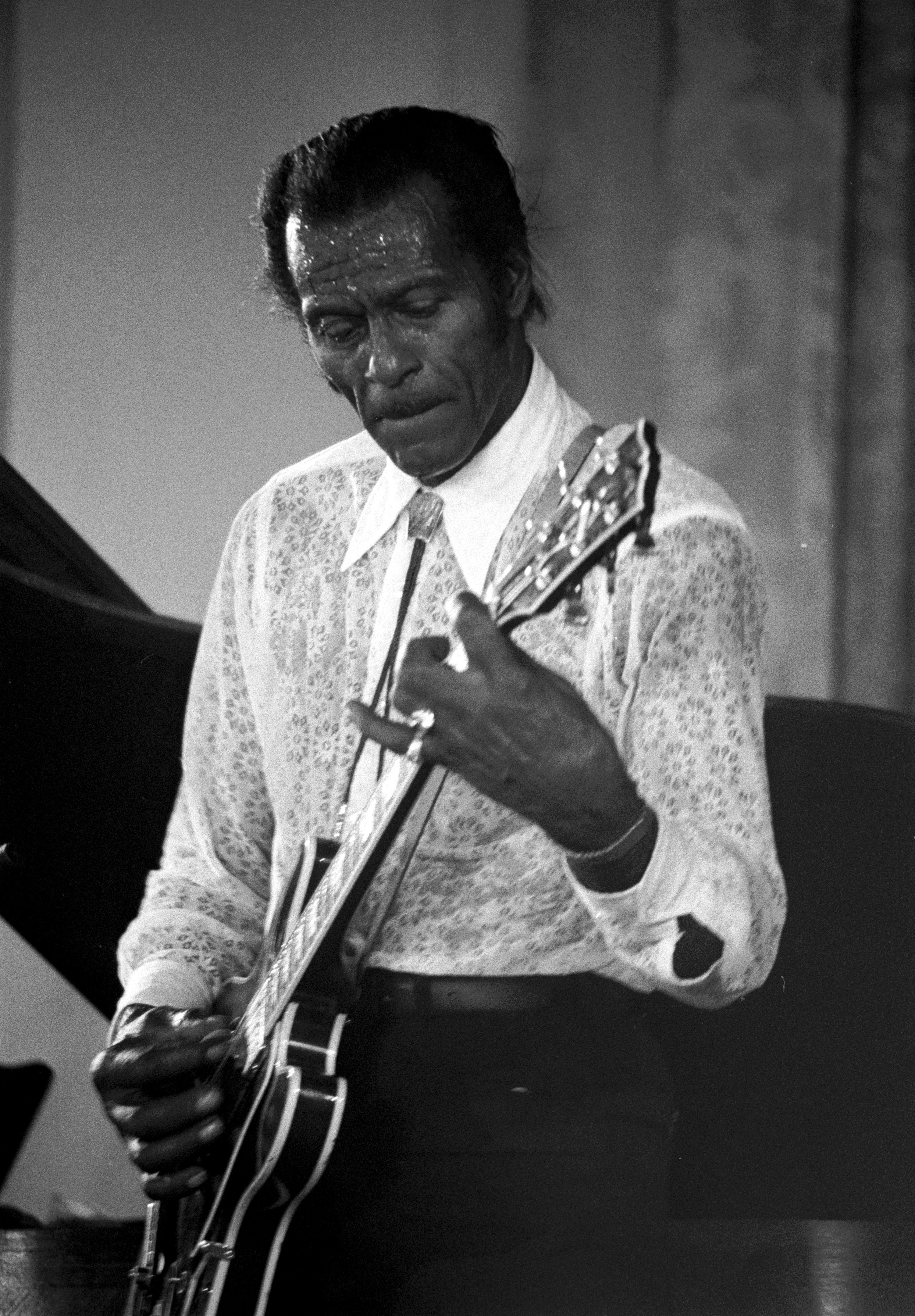
Chuck Berry

O rock and roll surgiu nos subúrbios dos Estados Unidos no final dos anos 1940 e início da década de 1950 e rapidamente se espalhou para o resto do mundo. No começo, o novo estilo rock sofreu várias críticas negativas e algumas positivas, mas sempre atrapalhando seus trabalhos. Muitos diziam que o "novo" rock incentivava o satanismo. Suas origens imediatas remontam a uma mistura entre blues e country, mas com influência de vários gêneros musicais com o rhythm and blues. Em 1951, na cidade de Cleveland (no Estado do Ohio), o discotecário Alan Freed começou a tocar a mistura de blues, country e rhythm and blues para uma plateia multirracial e a ele é creditado a primeira utilização da expressão "rock and roll" para descrever a música.

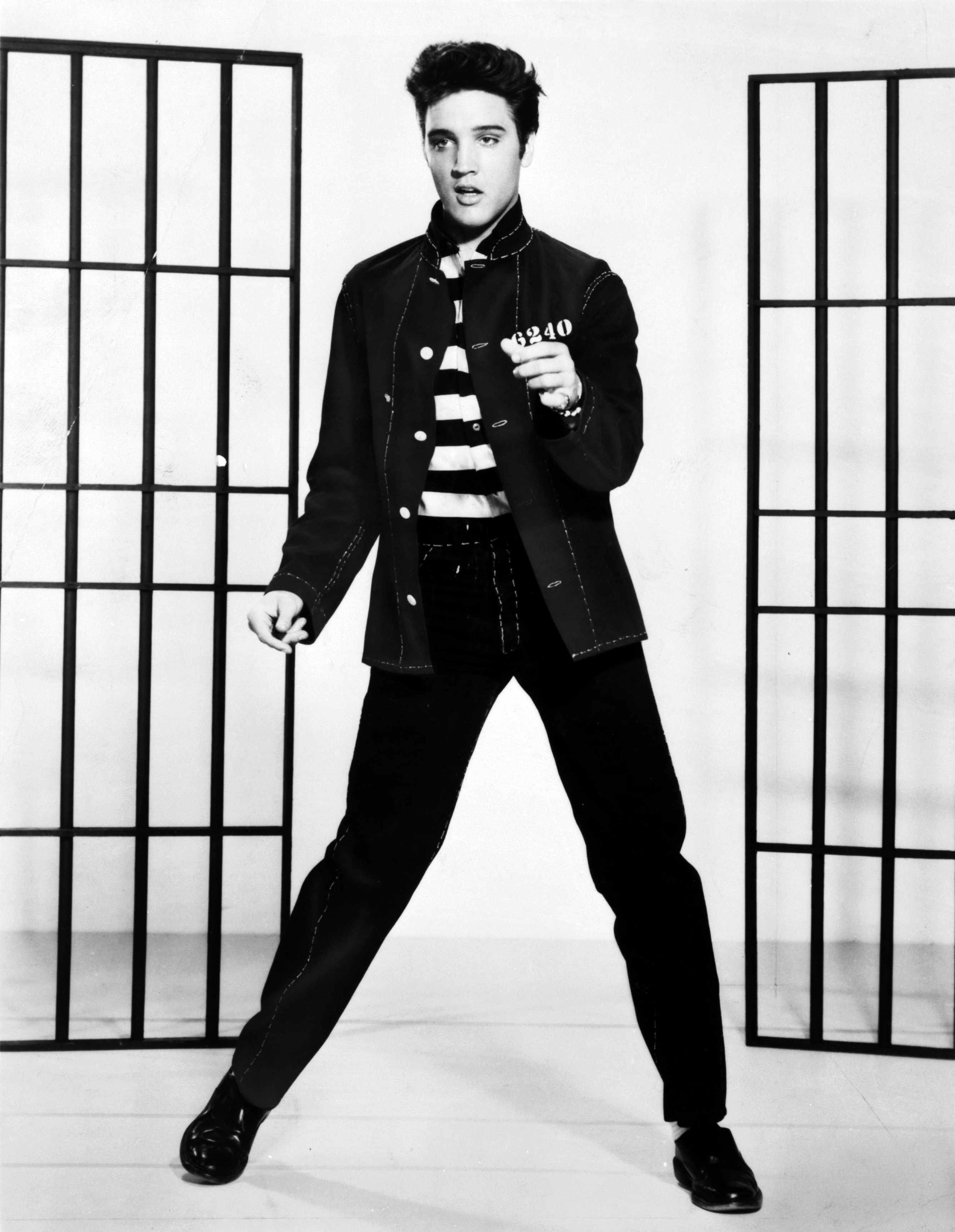
Elvis, o "Rei do Rock", em Jailhouse Rock (1957)

 Há muita discussão sobre qual deveria ser considerada a primeira gravação rock & roll. Big Joe Turner teria sido um dos precursores em um álbum fr 1939, Roll 'Em Pete, que é muito próximo ao do rock and roll dos anos cinquenta, bem como Sister Rosetta Tharpe, que obteve sucessos nas paradas pop em 1938 com suas canções gospel como This Train e Rock Me, e em 1940 com Strange Things Happenin' Every Day, Up Above My Head, e Down by the Riverside. Outros registros importantes da década de 1940 e da década de 1950 foram Good Rocking Tonight de Roy Brown (1947), Move It On Over de Hank Williams (1947), Chicken Shack Boogie de Amos Milburn (1947), Rock the Joint de Jimmy Preston (1947), Boogie Woogie Dream de Albert Ammons, The Fat Man de Fats Domino (1949) e How High the Moon de Les Paul e Mary Ford (1951).
Uma forte candidata é "Rocket 88", de Jackie Brenston e os Delta Cats (na verdade, Ike Turner e sua banda The Kings of Rhythm), gravada e lançada pela Sun Records de Sam Philips em 1951. Quatro anos depois, em 1955, "Rock Around the Clock" de Bill Haley se tornou a primeira canção de rock and roll a chegar ao topo da parada de vendas e execuções da revista Billboard e abriu caminho mundialmente para esta nova onda da cultura popular. Mas uma edição da revista Rolling Stone de 2004 argumentou que "That's All Right", de 1954, o primeiro single de Elvis Presley (com Scotty Moore na guitarra e Bill Black no baixo) para a Sun Records em Memphis foi o primeiro registro de rock and roll na história e a criação do som rockabilly" característico da Sun Records. Mas, àquela altura, "Shake, Rattle and Roll" de Big Joe Turner, posteriormente regravada por Haley, já estava no topo da parada R&B da Billboard. Outros artistas que lançaram os primeiros sucessos do rock and roll foram Chuck Berry, Bo Diddley, Fats Domino, Little Richard, Jerry Lee Lewis e Gene Vincent.
A década de 1950 assistiu ao crescimento da popularidade da guitarra elétrica e o desenvolvimento de um estilo de rock and roll especificamente tocado por expoentes tais como Berry, Link Wray e Scotty Moore.
Também viu grandes avanços na tecnologia de gravação, como a gravação multi-faixas desenvolvida por Les Paul e o tratamento eletrônico de sons por produtores musicais inovadores como Joe Meek. Todos estes avanços foram fundamentais para a influência do rock posteriormente.
Os efeitos sociais do rock and roll foram massivos e mundiais. Muito além de um simples estilo musical, o rock and roll influenciou estilos de vida, moda, atitudes e linguagem. Alguns acreditam que o novo gênero pôde ter ajudado a causa do movimento dos direitos civis nos EUA, porque tanto jovens brancos quanto negros apreciavam a nova música. No entanto, até o início da década de 1960, grande parte do impulso inicial musical e do radicalismo social do rock and roll tinha se dissipado, com o crescimento de ídolos teen, uma ênfase nas danças frenéticas e o desenvolvimento de uma leve música pop adolescente. Nos anos 1960 surgiu o som da Motown. De 1961 a 1971, havia 110 músicas da gravadora na listas das 10 mais tocadas, e artistas como Stevie Wonder, Marvin Gaye, The Supremes, The Four Tops, e The Jackson 5, todos gravaram na Motown. Todos os cinco artistas da Motown foram introduzidos no Rock and Roll Hall of Fame.

#### Surf music
O rockabilly influenciou um som selvagem e principalmente instrumental chamado surf music - apesar da cultura surf ser concorrente do pop rock. Este estilo, que tem, como grandes exemplos, Dick Dale e os The Surfaris nos EUA e os Shadows, caracterizou-se por tempos musicais rápidos, percussão inovadora e sons de guitarra com reverbs e ecos. Grupos da Costa Oeste norte-americana como The Beach Boys e Jan and Dean reduziram a velocidade dos tempos musicais e adicionaram harmonias vocais que criaram aquilo que ficaria conhecido como o "California Sound".

### Era de Ouro (1963-1974)

The Beatles

No Reino Unido, o movimento trad jazz levou muitos artistas do blues a visitar o país. Enquanto estava desenvolvendo o Concorde, o sucesso "Rock Island Line", de Lonnie Donegan, em 1955, foi a principal influência e ajudou a desenvolver uma nova tendência de grupos musicais de skiffle em todo a Grã-Bretanha, incluindo os Beatles. Foi em solo britânico que se desenvolveu uma grande cena rock and roll, sem as barreiras raciais que mantiveram a "gravações de raça" ou rhythm and blues separados nos Estados Unidos.
Cliff Richard emplacou o primeiro sucesso britânico de rock 'n' roll com "Move It", que efetivamente inaugurou o rock britânico. No início da década de 1960, o seu grupo de apoio The Shadows foi um dos vários grupos a obter sucessos instrumentais. Enquanto o rock 'n' roll caminhava em direção a um pop leve e a baladas fora de moda, grupos de rock britânicos, fortemente influenciados por pioneiros do blues-rock como Alexis Körner, tocavam cada vez mais em clubes e bailes locais e se distanciava do rock and roll norte-americano.
Até o final de 1962, a cena do rock britânico tinha ganhado grupos como The Beatles debruçados sobre um vasto leque de influências que incluíam a soul music, o rhythm and blues e a surf music. Inicialmente, eles reinterpretaram sucessos-padrão norte-americanos, tocados para dançarinos de twist, por exemplo. Esses grupos acabaram introduzindo em suas composições originalidade, som distinto e conceitos musicais cada vez mais complexos. Em meados de 1962, os Rolling Stones foram um dos numerosos grupos surgidos e que mostravam uma influência blues cada vez maior, juntamente com os Animals e os Yardbirds. No fim de 1964, as bandas The Kinks, The Who e The Pretty Things. Perto do final da década, grupos de rock britânico com influencia das subculturas Mod e Hippie, começaram a explorar estilos musicais psicodélicos.

#### Garage rock
A Invasão Britânica gerou uma onda de imitadores que tocavam principalmente para audiências locais e fizeram gravações baratas, que mais tarde seria chamado de "garage rock" (rock de garagem). Algumas canções desta tendência foram incluídas na coletânea musical Nuggets. Dentre algumas das bandas mais conhecidas deste subgênero, estão The Sonics, Question Mark & the Mysterians e The Standells.

#### Power pop
A Invasão Britânica também gerou uma outra onda de imitadores no início dos anos 1970, porém desprovidos da violência e do descontrole da maioria das bandas de garagem. Da união entre as harmonias de algumas músicas dos Beatles e Beach Boys e o peso do The Who surgiu o power pop. Como não diferiam muito dos artistas que imitavam, raramente chegaram às grandes plateias, que estavam mais interessadas no experimentalismo da época. Dentre as primeiras bandas e artistas citam-se Badfinger, Raspberries, Big Star e Emitt Rhodes.

### Movimentos contraculturais
No final da década de 1950, o movimento beatnik foi associado ao movimento antiguerra surgido contra a nuclearização do planeta, especialmente o britânico Campaign for Nuclear Disarmament. Ambos foram associados à cena jazz e ao crescimento do movimento da música folk.

#### Folk rock

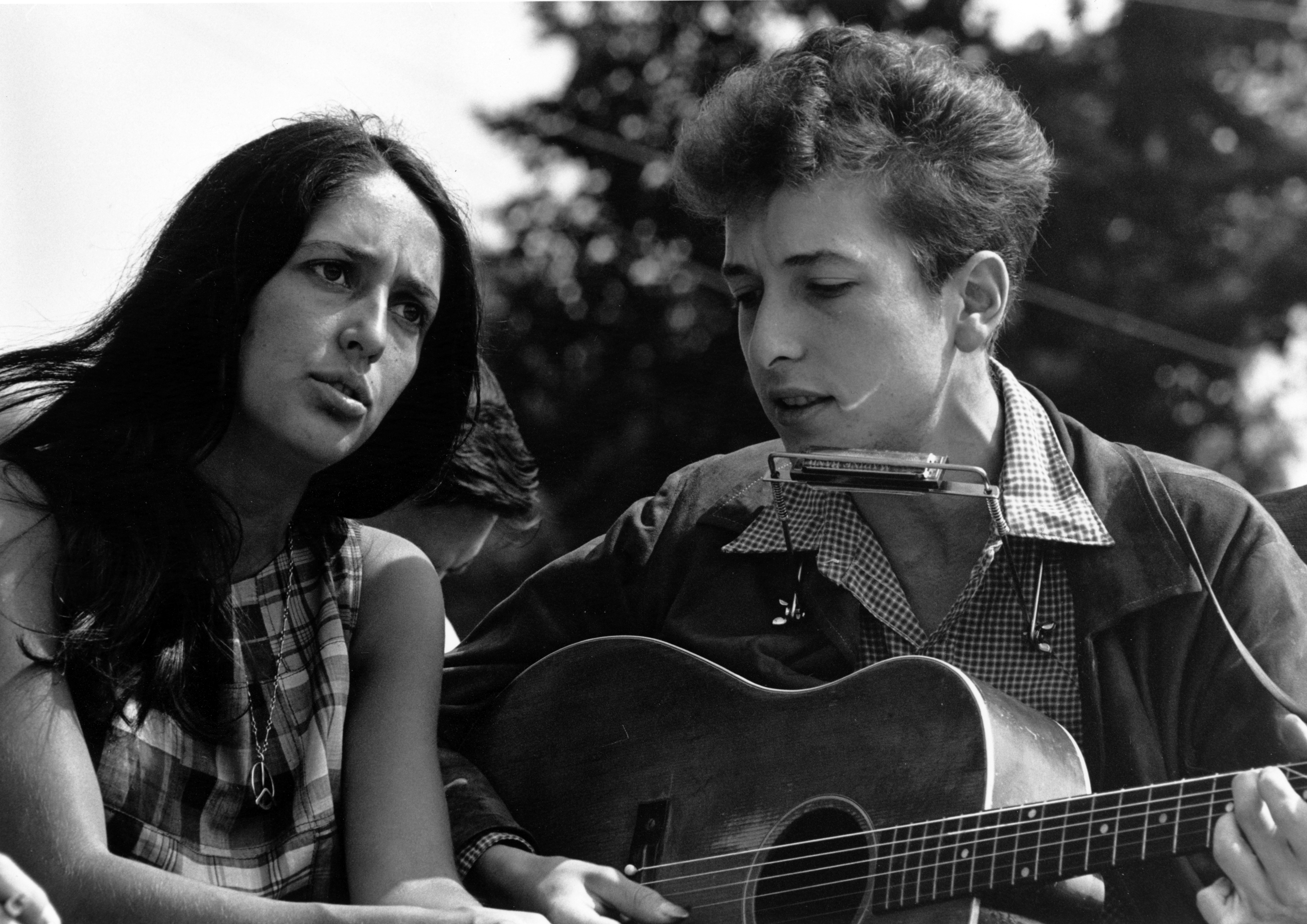
Bob Dylan e Joan Baez

A cena folk foi feita de amantes da folk music que gostavam de instrumentos acústicos, de canções tradicionais e de blues com uma mensagem socialmente progressista. O cantor Woody Guthrie é considerado o pioneiro deste subgênero. Bob Dylan encabeçou o movimento musical e levou a um grande público canções como "Blowin' in the Wind" e "Masters of War", chamadas de "canções de protesto".
O grupo The Byrds, que regravou Mr. Tambourine Man, também de Dylan, auxiliou na difusão da tendência do folk rock e a estimular o desenvolvimento do rock psicodélico. Dylan emplacou "Like a Rolling Stone" no topo da parada norte-americana de singles da Billboard. A inventividade das letras de Neil Young, associadas aos gemido de sua guitarra, iniciaram uma variação do folk rock.
Dentre outros artistas de destaque do folk rock norte-americano, estão Simon & Garfunkel, Joan Baez, The Mamas & the Papas, Joni Mitchell, Bobby Darin e The Band. Na Grã-Bretanha, o grupo Fairport Convention foi o primeiro a adaptar as técnicas do rock britânico ao folk. Foram seguidos por bandas como Steeleye Span, Lindisfarne, Pentangle e Trees. O francês Alan Stivell seguia a mesma abordagem.

#### Rockpsicodélico
A música psicodélica surgiu dentro da cena folk, quando o grupo The Holy Modal Rounders popularizou o termo em 1964. Com um conhecimento adquirido que incluía as músicas folk e jug band, grupos como Grateful Dead e Big Brother & The Holding Company fizeram fama neste subgênero. O auditório The Fillmore, em San Francisco, foi um dos principais palcos para grupos - originalmente de jug band - como o Country Joe and the Fish e Jefferson Airplane. Em outra parte, enquanto o grupo The Byrds emplacava o hit "Eight Miles High", a banda The 13th Floor Elevators batizava seu disco com o nome "The Psychedelic Sounds of the 13th Floor Elevators". A música ficava cada vez mais associada à oposição à Guerra no Vietnã.
Na Inglaterra, o grupo Pink Floyd vinha desenvolvendo desde 1965 o rock psicodélico dentro da cultura underground local. Em 1966, surgiu a banda Soft Machine e o cantor Donovan emplacou "Sunshine Superman", canção influenciada pela folk music, que se tornou uma das primeiras gravações pop psicodélicas. Em agosto daquele ano, os Beatles lançaram Revolver, álbum caracterizado pela psicodelia nas faixas "Tomorrow Never Knows" e "Yellow Submarine", assim como a memorável capa do disco. Ao mesmo tempo, nos EUA, os Beach Boys "respondiam" com o LP Pet Sounds. A partir de uma bagagem cultural blues rock, o grupo Cream estreou em dezembro e Jimi Hendrix fazia sucesso em terras britânicas antes de retornar para o solo norte-americano.
A cena psicodélica verdadeiramente engatou em 1967 com os lançamentos de LPs como Sgt. Pepper's Lonely Hearts Club Band, dos Beatles, e Their Satanic Majesties Request, dos Stones, além dos álbuns homônimos de estreia das bandas The Doors e Jefferson Airplane. Com o Verão do Amor atingindo seu pico, o Festival Pop de Monterey destacou as performances de Jefferson Airplane e apresentou Janis Joplin e Jimi Hendrix. O auge desta tendência de grandes festivais de rock foi o Festival de Woodstock, em 1969. Bandas da cultura Paisley Underground de Los Angeles também se destacaram neste cenário pós-final de década.

#### Rockprogressivo
As bandas de rock progressivo foram além das fórmulas estabelecidas dentro do rock e passaram a experimentar diferentes instrumentos, tipos de canções e formas musicais. Algumas bandas como Beatles, Eric Burdon & The Animals,The Doors, Pink Floyd, Moody Blues e Procol Harum experimentaram novos instrumentos e incluíram seções com instrumentos de sopro e orquestras. Muitas dessas bandas caminharam das convencionais canções de três minutos em direção a composições mais longas, com acordes cada vez mais sofisticados. Inspirados em artistas daquela época, os "proto-prog", novas bandas surgiram e criavam seu próprio gênero, inicialmente baseado no Reino Unido, depois do lançamento do disco de estreia do grupo King Crimson, em 1969, chamado "In the Court of the Crimson King".
As bandas de rock progressivo tomavam emprestado ideias musicais da música clássica, do jazz, da música eletrônica e da música experimental. Suas canções variavam de umas belas e exuberantes melodias para atonais, dissonantes, e complexas harmonias. Poucos grupos atingiram grande sucesso comercial, mas muitos formaram uma legião de seguidores, entre os quais, Pink Floyd, Yes, Marillion, Rush, Jethro Tull, Supertramp, Genesis e alguns outros grupos menos notáveis que foram capazes de alavancar a complexidade de suas canções no bojo de sucesso convencionais, angariando um público maior.

#### Glam rock
O glam rock emergiu de dentro das cenas psicodélica e art rock britânicas no final da década de 1960, capitaneado por artistas como T. Rex, Mott the Hoople, Elton John, Roxy Music, Steve Harley and Cockney Rebel, David Bowie, Alice Cooper, Sweet e Gary Glitter, e também inspirados na performance de artistas como The Cockettes, Lindsay Kemp, Syd Barrett (vocalista do Pink Floyd, banda a qual David Bowie regravou "See Emily Play") e Eddie Cochran (de quem o T. Rex regravou "Summertime Blues").

### Segunda metade da década de 1970 e anos 1980

#### Hard rock e heavy metal

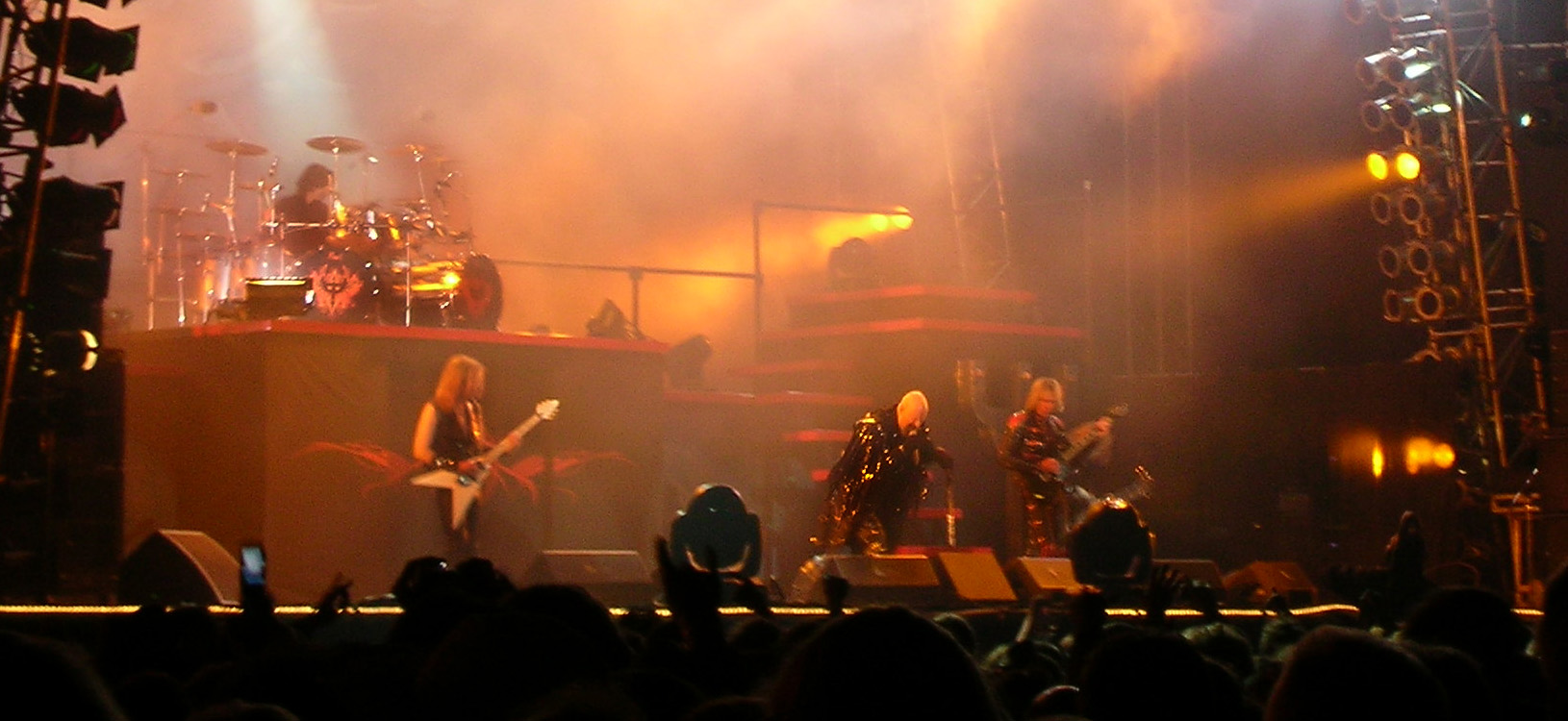
Judas Priest encabeça o "Sweden Rock Festival" de 2008

Uma segunda leva de bandas de rock do Reino Unido e Estados Unidos se tornou popular durante o início da década de 1970. Grupos como Nazareth, Grand Funk Railroad, Led Zeppelin, Kiss, Deep Purple, Queen, Alice Cooper, Judas Priest, Status Quo, Aerosmith, Black Sabbath e Uriah Heep; da Austrália, vinha AC/DC; da Alemanha, Scorpions e, do Canadá, Rush. Eles intensificaram o modo de tocar, conduzindo suas guitarras rumo ao hard rock.
Este subgênero pereceu em direção a imitação caricatural no final daquela década. Muitos de seus adeptos lançaram álbuns mais próximos do rock progressivo ou até da disco music. Poucas bandas - entre elas, Kiss, Black Sabbath, Queen, AC/DC, Led Zeppelin, Aerosmith, Rush e Scorpions - mantiveram um número significativo de fãs e, ocasionalmente, emplacaram sucessos comerciais.
Apesar de a esmagadora maioria da crítica musical ter aversão ao hard rock, este estilo musical ganhou uma sobrevida, com lançamentos como o álbum de estreia da banda Van Halen em 1978 e o Tokio Tapes do Scorpions. Os discos ajudaram a prenunciar uma era de maior comercialização do rock, estabelecida fora de Los Angeles. Depois que este "lado glam" do metal entrou em ascensão, bandas como Iron Maiden, Def Leppard, Saxon, Metallica, Slayer, Megadeth e Anthrax, conduziram o metal a sua cena original, que passou a ser chamado de heavy metal, mas, analisando a musicalidade de bandas anteriores à New Wave of British Heavy Metal''New Wave'' e Thrash metal''Thrash'', viu-se que o heavy metal já existia, visto que várias bandas faziam músicas mais pesadas que o hard rock como o Black Sabbath, o Kiss, o Judas Priest, o AC/DC e outras bandas que conseguiam compor músicas dos dois estilos. Então, hoje se diz que, na verdade, o heavy metal surgiu no começo dos anos 1970 com o Black Sabbath, que também compunha muitas músicas no estilo hard rock.

#### Arena rock

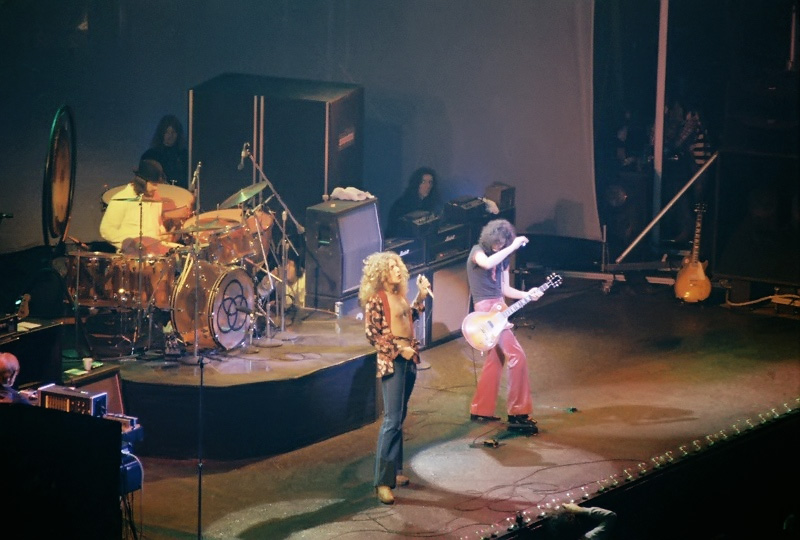
Led Zeppelin em concerto no estádio de Chicago, em 1975

As origens do arena rock podem ser encontradas nos grandes concertos de bandas como Kiss, The Beatles, The Rolling Stones, Led Zeppelin, The Who e Black Sabbath que "criaram a base para performances ao vivo em grandes estádios e arenas ao redor do globo". O estilo em si, porém, foi criado por artistas como Boston, Styx, Foreigner, Journey, Queen, Kansas, Peter Frampton e - em sua "era Phil Collins" - Genesis. Estes grupos continuariam a lotar os maiores estádios do mundo durante a maior parte da década de 1970 e mais, ajudaram a popularizar o arena rock nos anos oitenta.
Essa popularidade atingiu o ápice na primeira metade da década de 1980, com bandas como Heart, REO Speedwagon, Cheap Trick, Asia, Bon Jovi, Kiss, Aerosmith, Guns N' Roses e Van Halen, que "ficaram no auge de sua popularidade, vendendo milhões de discos". Naquele momento, a popularidade do arena rock somente parecia crescer, mas o subgênero entrou em declínio e perder adeptos para o rock alternativo e o grunge por muitas razões, entre as quais as "limitações do estilo". Muitos fãs mais jovens sentiram uma ligação mais pessoal com gêneros como o punk, a New wave (música)new wave e o indie rock, enquanto fãs mais velhos cansaram-se do arena rock. Outras causas incluem o "declínio nas vendas de ingressos e álbuns" e a redução do tamanho dos estádios. No momento que a MTV informou sobre o estilo: "isso já não é mais relevante".

#### Punk rock

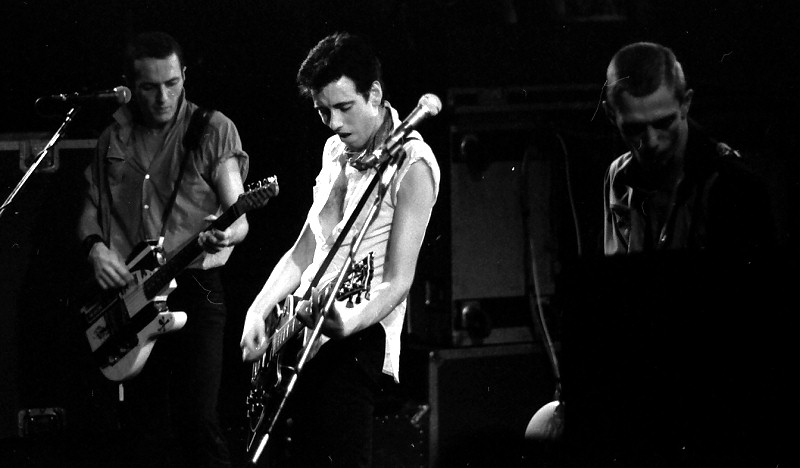
A banda The Clash em concerto em 1980

As letras do punk rock são tipicamente francas e conflituosas em comparação com outros gêneros musicais populares e frequentemente abordam questões sociais e políticas. Canções como "Career Opportunities", do Clash, e "Right to Work", do Chelsea, lidam com o desemprego e a dura realidade da vida urbana. Principalmente em seu início (final do ano de 1976, com o lançamento do single "New Rose" do The Damned em outubro), o punk britânico tinha como objetivo central ultrajar e se chocar com sistema vigente. Clássicos de 1977 dos Sex Pistols, como "Anarchy in the UK" e "God Save the Queen", abertamente afrontavam o sistema político e os costumes sociais britânicos. "O punk foi uma completa revolta cultural. Foi uma grave confrontação com o lado obscuro da história e da cultura, com as fantasias da direita, com os tabus sexuais, uma investigação de maneira minuciosa que nunca havia sido feito antes por qualquer geração".
Contudo, outras temáticas comuns se manifestaram em representações anti-sentimentais dos relacionamentos e do sexo, exemplificada em "Love Comes in Spurts", da banda norte-americana The Voidoids, ou ainda a anomia que se manifestou diversas vezes inspirados pelo "Blank Generation" (título de uma música e do álbum do The Voidoids) ou na rudeza dos Ramones, como na letra "Now I Wanna Sniff Some Glue". Outras vezes, muitas letras de punk rock tratam de assuntos já tradicionais dentro do rock, como o namoro, decepções amorosas e sair com alguém; a abordagem variava entre a falta de emoção e a simplicidade agressiva padrão dos Ramones, como em "I Wanna Be Your Boyfriend", e um estilo mais sincero e sem ambiguidades de muitos grupos pop punks que surgiriam depois. Em 1976, os Ramones e os Sex Pistols realizaram uma turnê pelo Reino Unido, que inspirou o surgimento da primeira leva de bandas de punk britânicas, como The Clash, The Damned, Buzzcocks e muitas outras através do princípio do "Faça você mesmo". Quando os Sex Pistols excursionaram para os Estados Unidos América, eles difundiram sua música para a Costa Oeste - quando antes, o punk era um fenômeno basicamente da Costa Leste, em especial em New York e Washington DC - e deram impulso a grupos como Dead Kennedys, X, Fear, The Germs, Circle Jerks e Black Flag.
A partir da década de 1980, o punk rock evoluiu para muitos subgêneros. O primeiro deles é o movimento underground hardcore punk, nascido na América do Norte. O novo som era caracterizado inicialmente por tempos extremamente acelerados, canções curtas, letras baseadas no protesto político e social, revolta e frustrações individuais, cantadas de forma agressiva. Os principais expoentes desta vertente punk foram os grupos Black Flag, Minor Threat e Bad Brains. Este estilo se fundiu com vários gêneros e subgêneros, alguns dos quais experimentaram sucesso comercial, como skate punk, hardcore melódico e metalcore.
Desde sua popularidade inicial na década de 1970 e interesse renovado surgido por um reflorescimento na década de 1990, o punk rock continua sua luta para permanecer como uma forma underground de expressão anticorporativa. Este resultou no surgimento de outros subgêneros de menor apelo comercial, como D-beat (de bandas como Discharge), anarcopunk (de bandas como Crass, grindcore (de bandas como Napalm Death) e crustcore (de bandas como Doom, Amebix, Nausea e Behind Enemy Lines). Estes estilos permanecem amplamente desconhecidos para o grande público em geral e tendem a se concentrar em questões como anarquismo, freeganismo, direitos animais, sexismo e racismo.

#### New Wave

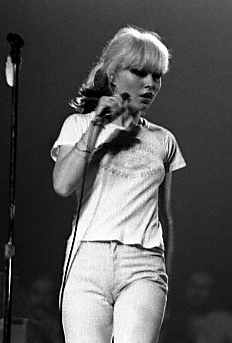
Deborah Harry da banda Blondie em apresentação em Maple Leaf Gardens, em Toronto, em 1977

O punk rock atraiu devotos dentro de escolas de artes inglesas. Logo surgiram bandas com abordagens mais letradas e artísticas, como a banda Joy Division, que precedeu bandas como Siouxsie and the Banshees, Wire, Magazine e Public Image. Para essas bandas, foi criado o termo pós-punk, e para as outras que flertavam apenas com o pop, foi denominado o New Wave. Em alguns círculos, o termo New Wave começou a ser usado para descrever e diferenciar bandas abertamente "menos" punk.
Se o punk rock foi um fenômeno social e musical, ele não caminhou em direção a recorde de vendas (pequenas gravadoras específicas como a Stiff Records tinham lançado muitos artistas punks até à época). O mesmo se deu com o número de execuções nas estações de rádio norte-americanas, que continuou a ser dominada pelo formato mainstream, tais como a disco music e vertentes do rock comercial. Executivos das gravadoras, a maioria deles foi iludido pelo movimento punk como algo vendável, reconheceram o potencial da New Wave como estilo mais acessivo e começaram a assinar e comercializar qualquer banda que pudesse reivindicar uma conexão remota entre punk e new wave. Muitas dessas bandas, como The Cars e The Go-Go's eram essencialmente bandas de pop disfarçadas de new wave privilégios reais; outras, entre as quais The Police e The Pretenders, exploraram e deram impulso ao sucesso inicial dentro desse movimento e colheram frutos de uma carreira longa e artisticamente consagrada.
Entre 1982 e 1985, influenciado por Kraftwerk, David Bowie e Gary Numan, a New Wave seguiu em direção do New Romantic de artistas como Duran Duran, A Flock of Seagulls, Culture Club, Talk Talk e Eurythmics, que, às vezes, utilizavam o sintetizador para substituir todos os outros instrumentos. Este período coincidiu com a ascensão da MTV nos Estados Unidos e levou a uma grande dose de exposição destes artistas do synth-pop. Algumas bandas de rock reinventaram-se e lucraram muito com exibições na MTV, por exemplo o Golden Earring, banda que fez muito sucesso com uma única canção na década de 1970 - "Radar Love" - e conseguiu emplacar um novo hit na década seguinte - "Twilight Zone". Apesar da popularização das muitas coletâneas de canções "Greatest of New Wave" que caracterizaram aquela época, a New Wave refere-se mais a uma época anterior de "vacas magras", de bandas de rock e power pop como The Knack ou, mais notoriamente, Blondie.

#### Pós-punk
Paralelamente à new wave, o pós-punk desenvolvia-se como uma consequência natural do punk rock. De certa forma, o movimento estava preso ao punk rock. Apesar de alguns virem um intercâmbio com a new wave, o pós-punk foi tipicamente mais desafiador, experimental e artístico. Misturavam o experimentalismo das vanguardas artísticas, sons eletrônicos e minimalistas, letras amargas e obscuras, com toda aquela atitude e frustração presente no punk rock. Alguns categorizam o pós-punk como a mistura da sensibilidade artística e musical do rock progressivo, com a simplicidade e a proposital falta de técnicas e profissionalismo dos punks. De fato não existe um padrão exato que caracterize o gênero, devido a liberdade musical que lhes foi concedido, porém há algumas semelhanças marcantes entre as bandas, como a bateria 4/4 e tribal, e o fato de o baixo se tornar um instrumento de mais destaque, ao contrário da guitarra que é deixada de fundo.
O movimento foi efetivamente iniciado com as estreias das bandas Public Image Ltd., Psychedelic Furs e Joy Division. Logo se juntariam Siouxsie & the Banshees, The Fall, Pere Ubu, Suicide, Talking Heads, The Hits, Gang of Four, Bauhaus, The Cure, Echo & the Bunnymen e The Smiths. Predominantemente um fenômeno britânico, o subgênero seguiu nos anos oitenta com uma maior exposição comercial no Reino Unido e no exterior, mas a banda mais bem sucedida a emergir da era pós-punk foram os irlandeses do U2, que até o final daquela década se tornariam uma das maiores bandas no mundo, trocando o pós-punk pelo pop rock.
No Brasil, bandas como Legião Urbana (na música "A Dança", por exemplo) e Titãs (e o álbum Cabeça Dinossauro) começaram suas carreiras muito influenciados pelo pós-punk. Mas com o passar do tempo ambos foram se convertendo para um estilo de música mais popular.

#### Glam metal

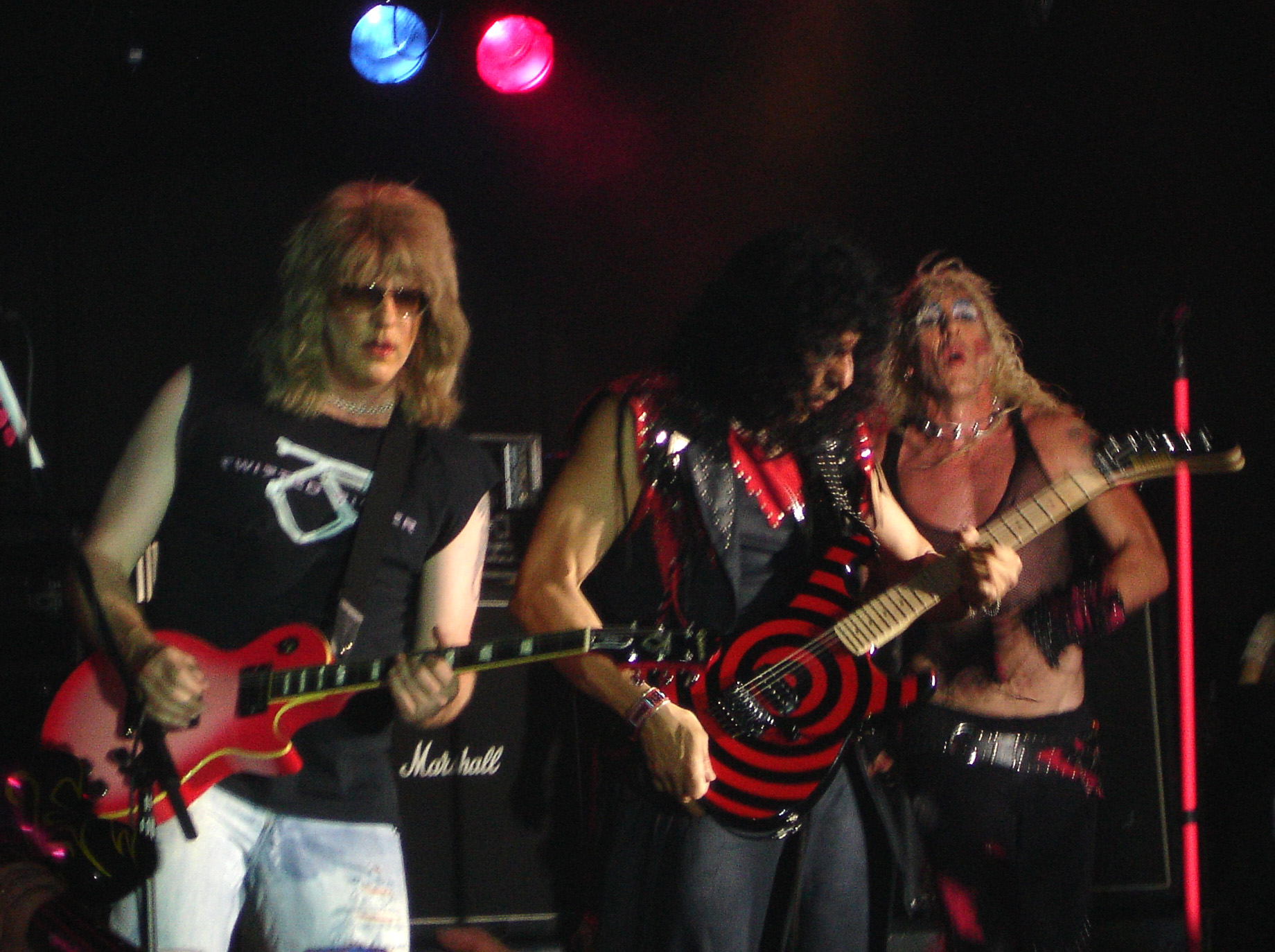
Uma das marcas das bandas de glam metal era o visual exagerado; na imagem, o grupo Twisted Sister

Na década de 1980, o rock popular se diversificou. Este período também viu uma Nova Onda do Heavy Metal Britânico ganhar popularidade com bandas como Iron Maiden e Def Leppard. A primeira metade daquela década viu Eddie Van Halen realizar inovações musicais com a guitarra, enquanto os vocalistas David Lee Roth (do Van Halen) e Freddie Mercury (do Queen, tal como havia feito durante toda a década de 1970) estiveram na linha de frente dos artistas mais performáticos. Concomitantemente, um new wave mais pop permaneceu populares, com artistas como Billy Idol e The Go-Go's atingindo fama. No coração dos Estados Unidos, o rock popularizou nomes como Bruce Springsteen, Bob Seger, Donnie Iris, John Cougar Mellencamp e outros. Com o álbum "Reckless", Bryan Adams seguia rumo a uma bem-sucedida carreira comercial. Liderados pelo cantor folk Paul Simon e pela antiga estrela do rock progressivo Peter Gabriel, o rock se fundiu com uma variedade de estilos de música popular ao redor do mundo. Esta fusão ganharia o nome no mundo anglo-saxão de "world music" e incluiu fusões como rock indígena. Ainda naquela década, formas mais extremas do rock evoluíram. No início dos anos oitenta, o som áspero e agressivo do thrash metal atraiu um grande público underground. Algumas bandas como Metallica e Megadeth caminharam em direção ao sucesso comercial.
Um dos subgêneros mais populares da década de 1980 foi o glam metal. Influenciado por vários artistas do hard rock/heavy metal da década anterior, tais como Aerosmith, Queen, Kiss, Alice Cooper, Sweet e New York Dolls, a primeira leva de bandas de glam metal que ganharam notabilidade foram: Mötley Crüe, Skid Row, W.A.S.P., Ratt, Poison, Quiet Riot, além da mais conhecida delas -mas formada nos anos setenta-, Kiss. Ficaram conhecidos pelo estilo de vida excessivo, que se refletia no vestuário, na maquiagem e nos cabelos espalhafatosos. Suas canções também eram geralmente focadas na tríade sexo, bebidas e drogas.
Em 1987, surgiu uma nova geração de artistas do glam metal, entre os quais Winger, Bon Jovi, L.A. Guns, Poison e Faster Pussycat. Formado a partir da fusão de integrantes do L.A. Guns e do Hollywood Rose, os Guns N' Roses emergiram desta cena glam rumo a um grande sucesso comercial, embora eles não sejam categorizados como uma típica banda de glam metal como as demais citadas neste tópico.

#### Rockalternativo

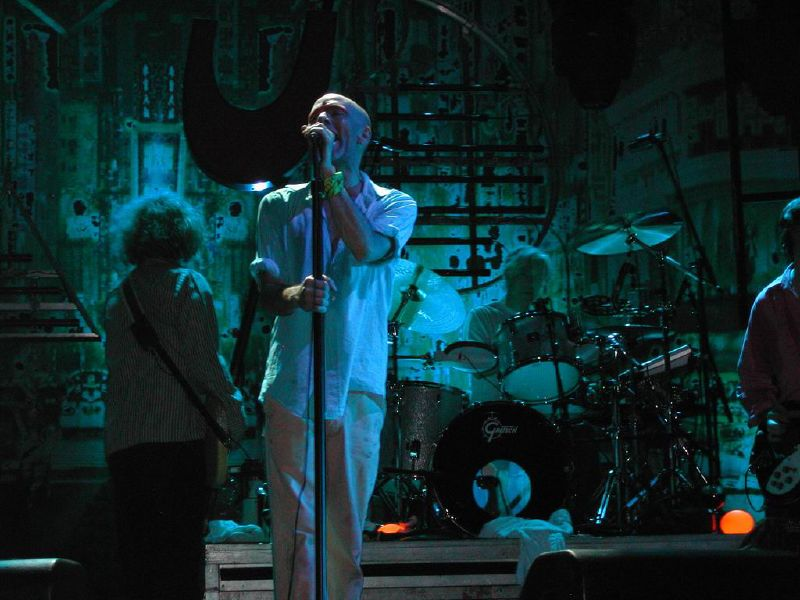
O R.E.M. rompeu a cena rock mainstream com execuções nas rádios universitárias, concertos e constituição de uma base fiel de fãs

As primeiras bandas de rock alternativo - R.E.M., The Feelies e Violent Femmes - combinaram suas influências punks com outras de folk music e do rock mainstream (comercial). Destas, o R.E.M. foi a de maior êxito imediato; seu álbum de estreia "Murmur", de 1983, figurou no Top 40 da Billboard e inspirou uma série de seguidores, as bandas de jangle pop. Uma das muitas cenas do jangle pop no começo dos anos oitenta foi a "Paisley Underground", em Los Angeles, que buscava inspiração em artistas da década de 1960 e incorporar a psicodelia, as ricas harmonias vocais e a interação da guitarra do folk rock, bem como de bandas que influenciaram movimentos musicais underground como o Velvet Underground.
Selos independentes estadunidenses como SST Records, Twin/Tone Records, Touch & Go Records e Dischord Records ocuparam posição de destaque na mudança do cenário underground nos EUA dominado pelo hardcore punk em direção a diversos estilos do rock alternativo que emergiriam a partir dos anos oitenta. Bandas como Hüsker Dü e The Replacements, ambas da cidade de Minneapolis, eram indicativos desta tendência. Estes dois grupos começaram como bandas de punk rock, mas logo diversificaram os seus sons e se tornaram mais melódicas, culminando nos respectivos álbuns "Zen Arcade" e "Let It Be" (ambos de 1984). Eles foram aclamados pela crítica e chamaram a atenção para o florescimento do subgênero musical. Naquele mesmo ano, a SST Records também lançou os primeiros trabalhos dos grupos Minutemen e Meat Puppets, que misturavam punk com funk e country music, respectivamente.
O R.E.M. e o Hüsker Dü foram modelos para uma grande parte dos artistas alternativos dos anos oitenta, de forma que conseguiriam aproximar suas carreiras. Na segunda metade daquela década, a cena alternativa e as rádios universitárias norte-americanas eram dominadas pelas chamadas bandas college rock, como The Pixies, They Might Be Giants, Camper Van Beethoven, Dinosaur Jr e Throwing Muses - bem como por sobreviventes do post-punk britânico. Outro estilo ascendente dentro do rock alternativo foi o noise rock das bandas Sonic Youth, Big Black, Butthole Surfers, entre outras. No final daquela década, um número crescente de grupos alternativos assinavam contratos com grandes gravadoras. Enquanto no início grandes gravadoras que assinaram com o Hüsker Dü e os Replacements obtiveram pouco sucesso, outros artistas que seguiram o mesmo caminho e também assinaram com grandes selos, como os casos do R.E.M. do Jane's Addiction, alcançaram grandes vendagens de discos que conduziram anos depois em uma ruptura com o alternativo. Algumas bandas como os Pixies tiveram um grande sucesso no exterior, enquanto eram ignorados em nível local. No início da década de 1990, a indústria fonográfica foi alvoroçado sobre possibilidades de comercialização do rock alternativo e ativamente incitou grupos alternativos como o Dinosaur Jr, Firehouse, Pearl Jam e Nirvana.

### Década de 1990

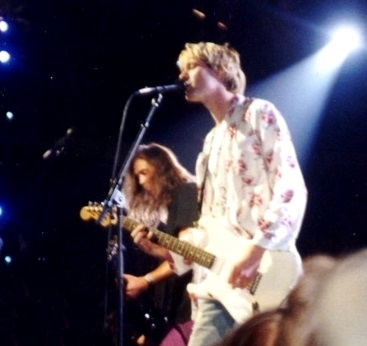
A banda Nirvana em apresentação em 1992

- Grunge: foi um estilo de música voltado para sons pesados e distorcidos, mas sem ser metal. A principal banda desse estilo era o Nirvana, que tinha um som voltado para o alternativo. Bandas como Soundgarden e Alice in Chains tinham um estilo mais inspirado no metal e no hard rock, Pearl Jam puxava mais para o lado do hard rock, rock clássico e rock alternativo. Outras bandas como Stone Temple Pilots, chegaram no mainstream depois da consolidação do movimento Grunge. Muitas dessas bandas atingiram o 1º lugar nas paradas no mundo todo e até hoje vê-se influências desse movimento em bandas como Nickelback, Everclear e Seether.
- Britpop: algumas bandas inglesas, que por possuírem uma estética similar, embora sem representar um movimento unitário, costumam ser denominadas britpop. Entram nesta denominação grupos pop como Blur e Oasis assim como grupos menos comerciais como Pulp, Suede, The Stone Roses e Supergrass.
- Riot grrrl: a grosso modo, uma versão feminista de punk rock e hardcore, com letras que deixam transparecer o ativismo pela causa feminista. As suas representantes incluem L7, Bikini Kill, Sleater-Kinney, Babes in Toyland e Bratmobile.
- Neopsicodelismo: os ideais de paz e amor são retomados, mas sem a ingenuidade dos anos 1960. Exemplo de bandas: U2 (oriundo do movimento pós-punk do início da década de 1980), R.E.M., Smashing Pumpkins, Cake, entre outros.
- Metal progressivo: aliando o peso do heavy metal à psicodelia do rock progressivo, algumas bandas deste estilo fazem dos seus membros referências para os entusiastas do heavy metal e, em alguns casos, do rock de uma forma geral. O exemplo mais proeminente é o Dream Theater, cujos integrantes são cultuados por seu talento (como o guitarrista John Petrucci, o tecladista Jordan Rudess e o baterista Mike Mangini). Outros exemplos de bandas neste estilo incluem, Shadow Gallery, Evergrey, Symphony X, Queensryche e Vanden Plas.
- Metal alternativo: é uma forma eclética de heavy metal. Algumas bandas surgidas, com esse estilo, são: Faith No More, Alice In Chains, Living Colour, Deftones, Tool, Godsmack, Evanescence, System of a Down e Three Days Grace .
- Indie rock: bandas de garagem que participam do circuito "independente", fora do mainstream, como: Radiohead, Pixies, Dinosaur Jr., The Strokes,The Libertines, White Stripes, Coldplay, Arctic Monkeys, Travis, Belle & Sebastian e Communiquè (banda de São Francisco), além de algumas bandas britpop.
- Post rock: estilo de rock oriundo do início dos anos 1990, quando algumas bandas iniciaram uma ousada proposta de unir elementos do rock alternativo com o rock progressivo. Slint foi considerada a banda precursora do estilo, seguido também por Coheed and Cambria.
- Nu metal: também conhecido como new metal ou nu-metal, é caracterizado por bandas que misturam outros estilos musicais nas suas composições, notadamente rap ou música eletrônica. Por causa disso, é ignorado pelos entusiastas puristas de heavy metal. Bandas deste estilo incluem Slipknot, Korn, Limp Bizkit, P.O.D., Otep, Linkin Park e Papa Roach. Alguns atribuem a origem do estilo ao Faith No More, enquanto outros remetem à sonoridade adoptada pelo Pantera a partir do seu quinto disco, Cowboys From Hell (91).
- Death metal: tendo suas origens na metade da década de 1980 com bandas como Mantas (futuro Death) e Celtic Frost ficou conhecido como estilo musical dentro do heavy metal no final dos anos 1980 e começo dos anos 1990. O death metal é um estilo musical extremo que aborda desde satanismo, cristianismo, guerras e até assassinatos, suicídios e carnificinas. O death metal tem muitas outras vertentes dentro de si, como thrash death metal, tech death metal, splatter death metal, death metal melódico, brutal death metal, death metal cristão etc. O som é caracterizado por riffs pesados e distorcidos, bateria agressiva e por vocais guturais. Bandas desse estilo incluem Morbid Angel, Cannibal Corpse, Death, Obituary, Deicide, Cryptopsy, Nile, Benediction, Krisiun, Dismember, Entombed, In Flames, Soilwork, Darkest Hour e Children of Bodom.
- Black metal: é a vertente mais extrema e obscura dentro do heavy metal, surgiu no começo dos anos 1980 com bandas como Venom e Mercyful Fate mas que tinha uma sonoridade bem mais parecida com o heavy metal tradicional e nada parecido com o black metal de hoje em dia. O som é caracterizado por letras satânicas, por vocais rasgados e riffs de guitarra rápidos e pesados. As bandas mais conhecidas são: Venom, Sarcófago, Burzum, Marduk, Emperor, Gorgoroth, Hellhammer, Bathory, Immortal, Mayhem, Darkthrone.
- Viking metal: é uma espécie de mistura entre Black Metal e Folk Metal, com letras sobre a história nórdica, deuses nórdicos, etc. A banda Bathory é uma das mais conhecidas.
- Metal neoclássico: uma fluente mistura de Metal com música clássica, é um subgênero do heavy metal que recebeu muita influência da música clássica no estilo de cantar e de compor. Exemplos como Cacophony, Symphony X, e artistas como Jason Becker, Yngwie Malmsteen, Paul Gilbert, entre muitos outros, são pertencentes desse subgênero.
- Rock industrial: faz uso de industrial (uma vertente da música eletrônica) em conjunção com o rock, mas ao contrário do new metal, praticamente não há elementos sonoros de rap. As músicas deste gênero também são consideradas experimentais, por adicionar sonoridades e distorções fora do convencional. Exemplos incluem Marilyn Manson, Nine Inch Nails, Rammstein, Fear Factory, Deathstars, Ministry, e Rob Zombie.
- Metalcore: vertente do heavy metal que começou a surgir no final da década de 1990 e hoje é o estilo mais popular entre os jovens da atualidade. Mistura elementos do heavy metal em uma sonoridade mais melódica, alternando entre o uso de vocal gutural e limpos (melódicos). Algumas bandas dessa vertente As I Lay Dying, Avenged Sevenfold, All That Remains, Bullet For My Valentine, Caliban,  Killswitch Engage e In This Moment.
- Visual kei: movimento originado no Japão que combina diversos estilos como gótico, punk, metal, ska, pop rock etc., de uma maneira muito peculiar, apresentado usualmente sob uma imagem carregada e andrógina dos músicos. Alguns representantes são X Japan, Nightmare, Luna Sea, Glay, Buck-Tick, L'Arc~en~Ciel, Malice Mizer e Moi Dix Mois.
- Pop punk: uma mistura de punk rock, pop e o ska de Less Than Jake, o Pop Punk começou com um cenário independente muito forte, com diferentes estratégias de divulgação. Alguns representantes desse estilo: Yellowcard, Green Day, Blink-182, Sum 41 e The Offspring.

### Década de 2000

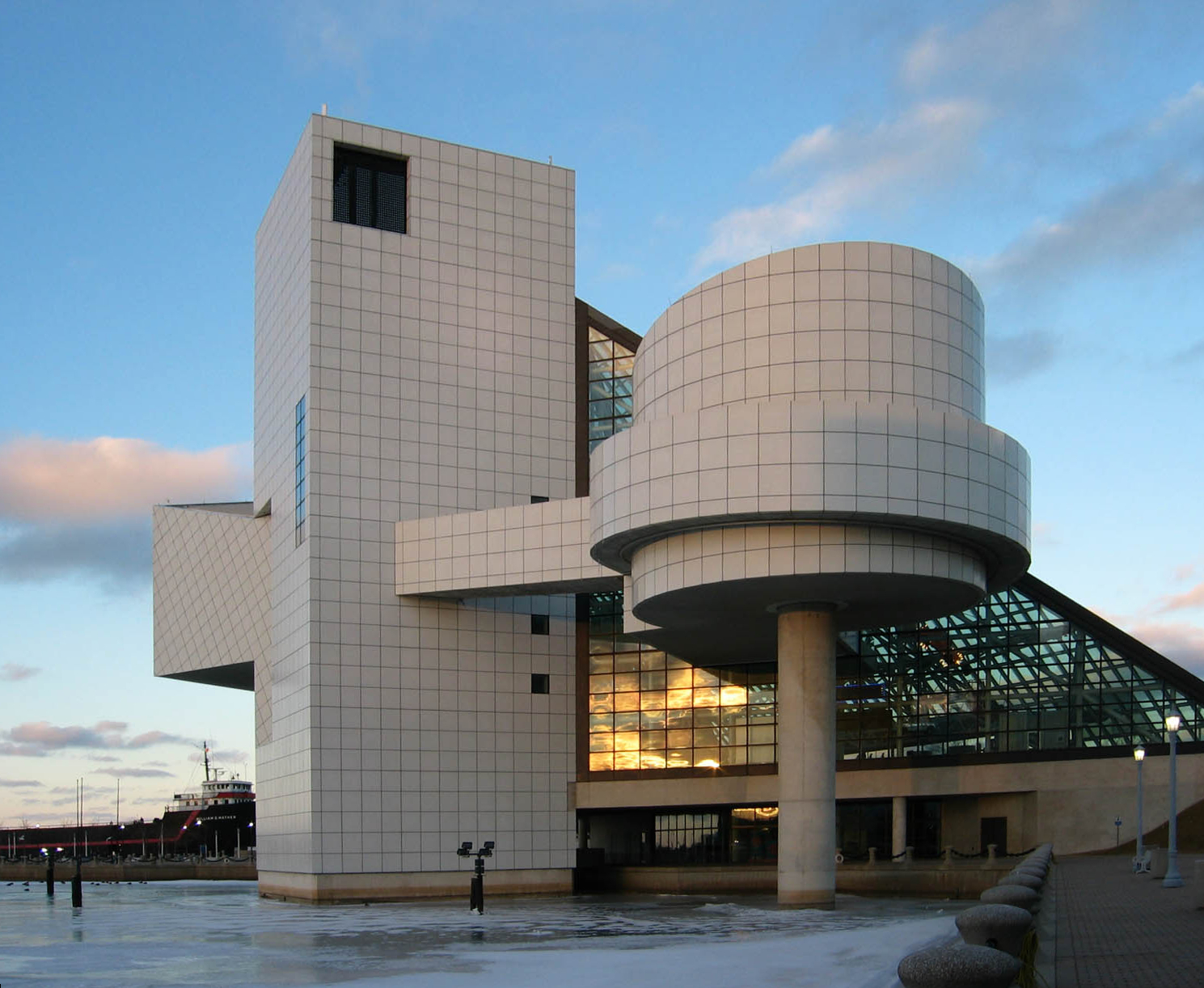
Galeria da Fama do Rock and Roll em Cleveland, em Ohio, nos Estados Unidos

Com o pop em alta, o rock parecia ter perdido a força. No entanto, uma nova vertente do estilo, mais consciente sobre a relação do rock e a diversidade da música surgiu, demonstrando toda a vitalidade do ideal do "rock". Grupos com influências diversas, alguns deles eram excessivamente influenciados por outros estilos de música, havendo também aqueles que preferiam manter a crueza dos fundamentos. Tendo em comum, porém a aceitação da heterogeneidade e a exaltação da história trilhada pelo rock até então, motivo pelo qual muitas das bandas surgidas nessa época serem acusadas de apenas "requentar" fórmulas já expostas por outras bandas.
Algumas bandas viraram "queridinhos" da mídia e foram chamados de "the next big thing": The Strokes The Vines, The Hives, Yeah Yeah Yeahs, Interpol, Libertines e White Stripes, tendo, no entanto, apenas uma importância módica na cultura pop.
No outro lado da questão, algumas bandas surgiram e se estabeleceram distante de círculos hypados dos jornais de Londres e das pistas de dança modernas. Algumas delas são: Queens of the Stone Age e The Mars Volta.
- Indie rock: O indie rock dessa década (que se afastou completamente da proposta original de rotular bandas auto-produzidas) perdeu toda a ideia dos anos 1990 e ficou mais conhecido por serem bandas de rock alternativo se aproximando do pop, os diversos subgêneros criados com esse estilo são marcados pelo revivalismo do pós-punk dos anos 1980 só que feito de um jeito mais contemporâneo. Típicas bandas influenciadoras: Gang of Four, Blondie, Joy Division, The Cure. Alguns exemplos desse estilo: The Hives, Franz Ferdinand, Bloc Party, Kaiser Chiefs, 'The Coral, Raconteurs, She Wants Revenge, Arctic Monkeys etc. O indie rock dos anos 2000, acabou levando a muitos outros estilos, alguns até hoje não rotulados. A situação caminhou a tal ponto que é quase impossível saber o que é e o que não é indie rock.
- Garage rock revival: Altamente confundido com o indie rock. O garage rock revival é um rock minimalista: poucos acordes, guitarristas distorcidas, sem "firulas". Seria uma espécie de rock de garagem só que mais moderno e mais bem elaborado. Diferente do conhecido garage rock, o garage rock revival dos anos 2000 não segue as regras do anteriores, dos anos 1960 e 80, ele só é chamado de "garage rock" por ser um rock cru.
- Dance-punk (ou disco-punk): Pode ser considerado um tipo de indie rock, pois também tem clara influência do pós-punk. É uma mistura de ritmos e batidas dançantes com o punk e a new rave e começou em Londres. Tem, como precursores, as bandas: Death From Above 1979, The Faint, Radio 4, LCD Soundsystem, Klaxons, Shitdisco, The Rapture e tem como maior característica a mistura do punk rock, pós-punk e samples de Música Eletrônica.
- Stoner Rock: um estilo com guitarras bem graves e pesadas, acordes mais lentos e com fortes influências psicodélicas. Entre bandas famosas deste estilo, estão: Queens of the Stone Age, Death From Above 1979, Wolfmother e Fu Manchu.
- Love Metal: Criado em 2003, pela banda HIM, ao longo do tempo foram se classificando bandas que faziam seu "metal romântico", algumas vezes inspirado em livros do romantismo do século XIX. As bandas Negative e Lovex também podem ser classificadas no gênero.

## ORockno Brasil
Quando a bossa nova predominava, o rock desembarcou no Brasil no final da década de 1950. Os primeiros sucessos de rock genuinamente brasileiros foram "Banho de Lua" e "Estúpido Cupido", da cantora Celly Campello, no início daquela década. Ainda na década de 1960, surgiu a Jovem Guarda, que foi o primeiro movimento do rock no país e de sucesso entre boa parte da juventude brasileira. Inspirado nas letras românticas e no ritmo acelerado padrão nos Estados Unidos, o gênero se popularizou em terras brasileiras através de cantores como Erasmo Carlos, Roberto Carlos e Wanderléa.
No final da década, os Mutantes misturaram o rock à diversidade da música brasileira. Foram também os primeiros a serem conhecidos no exterior. Décadas mais tarde, seriam redescobertos e mais cultuados internacionalmente. Na virada para a década de 1970, surgiram, no cenário rock brasileiro, nomes como Raul Seixas, Rita Lee e Secos & Molhados.
Na década de 1980, o rock brasileiro seguiu um caminho com uma temática mais urbana e cotidiana. Entre os principais destaques comerciais, estavam as bandas Barão Vermelho, Blitz, Capital Inicial, Engenheiros do Hawaii, Camisa de Vênus , Kid Abelha, Legião Urbana, Os Paralamas do Sucesso, RPM, Titãs e Ultraje a Rigor.
Na virada daquela década, o Sepultura se tornou um dos principais nomes do heavy metal no Brasil e de destaque no mundo, apesar de não estar ligada ao cenário rock do país.
Na década de 1990, outros estilos e ritmos ganharam total espaço na mídia nacional, obscurecendo grupos que surgiram no país. O mercado está praticamente fechado para o rock and roll, que anda encontrando sérias dificuldades para continuar existindo na cultura brasileira. Ainda assim, bandas como Angra e Raimundos (apesar de a primeira ser power metal e a segunda punk rock) ainda estão abrindo espaço para os que ainda devem surgir. Atualmente, as bandas de rock brasileiras mais apontadas no mainstream são Cachorro Grande, Capital Inicial, Charlie Brown Jr., CPM 22, Skank e a cantora Pitty. É impossível ignorar as misturas que o rock brasileiro traz. Uma banda que possui uma densidade e atitude do rock, mas é considerada oriunda do movimento cultural, musical e regionalista manguebeat é Nação Zumbi.

## ORockem Angola
Nos anos 1990, uma má época em que país vivia a guerra civil que terminou em 2002, os primeiros sinais do rock em Angola surgiram, porém, não era um estilo de música tão respeitado como os estilos de música nacionais de Angola e outros estilos como o hip-hop. As primeiras bandas de rock em Angola que também foram importantes para o desenvolvimento do mesmo no país foram bandas como Acromaníacos (punk), os Mutantes, os Anexo, Quinta-Feira, Ventos do Leste e Neblina (Metal), que, entre outras, destacam-se mais. As províncias que mais se destacam no rock em Angola são Benguela e Luanda, sendo um dos principais locais de divulgação das bandas em Luanda a discoteca Kings Club. Em Benguela, quem mantinha o rock até 2004 era o bar Caribe, porém já não direccionado a este fim. Outra forma de divulgação é feita através do programa de rádio Volume 10: este programa é emitido na 96,5 FM todos os sábados das 18h00 às 20h00, o mesmo já existindo desde 1995.
Os Neblina, angolanos que tinham passado um tempo na Namíbia, tinham uma ideia mais vasta do rock em relação às bandas residentes no país, e talvez isto tenha feito com que tenham sido a primeira banda angolana a lançar um disco no mercado e dois videoclipes, com os nomes de "Filhos da pátria" e "Warheads".